# سامانثا جونز
سامانثا جونز (بالإنجليزية: Samantha Jones)‏ هي مغنية بريطانية، ولدت في 17 نوفمبر 1943 في ليفربول في المملكة المتحدة.

## وصلات خارجية
- سامانثا جونز على موقع IMDb (الإنجليزية)
- سامانثا جونز على موقع ميوزك برينز (الإنجليزية)
- سامانثا جونز على موقع أول ميوزيك (الإنجليزية)
- سامانثا جونز على موقع ديسكوغز (الإنجليزية)